# Fran Perea

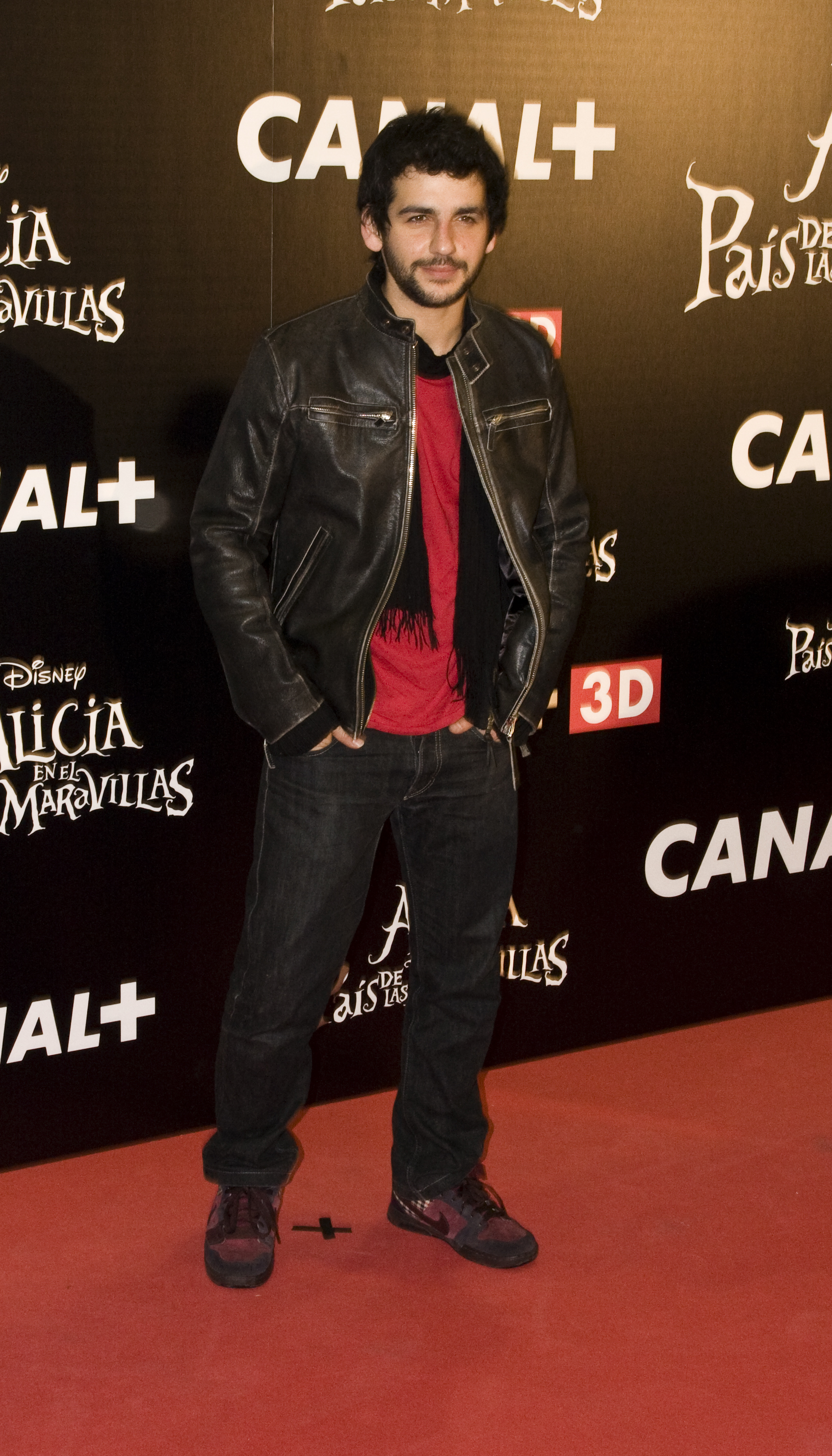
Fran Perea en el photocall de Alicia en el país de las maravillas en 2010.

Francisco Manuel Perea Bilbao, más conocido como Fran Perea (Valle de Abdalajís, Málaga, 20 de noviembre de 1978) es un cantante, actor, productor, director y empresario español, que se hizo especialmente reconocido por su participación protagonista en la serie cómica Los Serrano.

## Biografía
Hijo de José Joaquín Perea Rodríguez y Amparo Bilbao Guerrero. Su hermana es Maite Perea Bilbao, periodista, especialista en comunicación corporativa (política, sanidad, farmacia, cultura y turismo). Su padre era profesor y ejerció en el Instituto Reyes Católicos de Vélez-Málaga y en el Instituto N-15 Puerto de La Torre. Su madre ha sido concejal en el consistorio de Málaga y delegada de Igualdad de la Junta de Andalucía en los años en que Fran triunfaba en "Los Serrano".
Estudió en Málaga. Durante su juventud formó parte de un grupo de música. En 1996 inició sus estudios de Biología en la Universidad de Málaga, que abandonó para estudiar Arte Dramático en la Escuela Superior de Arte Dramático de Málaga. Tras licenciarse en 2000, marchó a Madrid, donde participó en incontables cástines hasta que fue aceptado para su primer papel en la serie El comisario.
En mayo de 2023 se casó con la actriz Luz Valdenebro, tras 14 años de relación.

### Televisión
Se estrenó como actor en un capítulo de El comisario (Telecinco), aunque se hizo conocido en Al salir de clase un año más tarde. En 2003 recibió la oferta de interpretar un papel en Los Serrano (Telecinco), serie a la que puso banda sonora gracias a una canción de Mikel Erentxun y con la que alcanzó la popularidad en España y Finlandia. A principios de 2006 dejó su personaje para dedicarse al cine.
Tras este trabajo, Fran fue disminuyendo su presencia en televisión, aunque tuvo un papel en varios capítulos de Hospital Central (Telecinco). En 2010 participó en el programa Tu vista favorita (Cuatro), donde presentó el Valle de Abdalajís, el pueblo natal de su madre, en la provincia de Málaga.
En abril de 2012, Antena 3 estrenó Luna, el misterio de Calenda donde Fran Perea interpretó a Nacho, un guardia civil de la sección judicial que ayuda a su teniente (Daniel Grao) y a la juez interpretada por Belén Rueda a desvelar los extraños acontecimientos que ocurren en Calenda.
En junio de 2013 fichó por B&B, de boca en boca, la nueva serie de Telecinco en la que da vida a Mario.
En 2016, realizó una intervención en el capítulo 4 de la serie El hombre de tu vida. En el último cuatrimestre del mismo año estrenó La sonata del silencio en TVE1, serie basada en el libro homónimo de Paloma Sánchez Garnica.

### Música
En cuanto a su carrera musical, en 2003 se convirtió en el número 1 de las listas musicales españolas con 1+1 son 7 (de "Mikel Erentxun). La chica de la habitación de al lado salió en octubre del mismo año, con temas compuestos por Pau Donés, Coti y Xabi San Martín. Fue nominado a los Premios Amigo 2003 como Artista Revelación y tiene 4 discos de platino y 1 disco de oro. En junio de 2005 salió su segundo disco al mercado: Punto y aparte, del que seis temas fueron compuestos por él mismo y su banda. 
El 26 de abril de 2010 lanzó su tercer disco: Viejos conocidos, esta vez bajo su propio sello musical, Sinfonía en Nobemol, en España. Es el primer trabajo musical elaborado íntegramente por él, quien también se ha apoyado en su banda a la hora de componer la música de las canciones que lo integrarán.

### Cine
Con unos meses de vida apareció en la película Cuba.
Junto con Paco León protagonizó la primera película como director de Fernando Guillén Cuervo: Los Managers (2006). También participó en El camino de los ingleses (2006), la segunda película como director de Antonio Banderas en su tierra natal. También formó parte del elenco de la película Las trece rosas (2007) y de Balada triste de trompeta, del director Álex de la Iglesia (2010).
En junio de 2010 participó en la grabación de la película De tu ventana a la mía, junto a Maribel Verdú y Roberto Álamo. Se trata de la primera película de la directora aragonesa Paula Ortiz. También es el protagonista del cortometraje El opositor, de los directores María Giráldez y Miguel Provencio. Con ellos ha repetido en el corto Life vest under your seat (Volamos hacia Miami), grabado en 2011 y Eladio y la Puerta Interdimensional (2014). En 2015 participó en el telefilme La Xirgu, interpretando a Federico García Lorca. En 2017 participa como director de cortometrajes dentro de la iniciativa 'Historias que cuentan', de Havana Club 7.

### Teatro
En el verano de 2007, aparcó su carrera musical para participar en el montaje de Fedra, del director José Carlos Plaza con texto de Juan Mayorga. En esta obra dio vida a Hipólito y Ana Belén a Fedra, y en ella también participaba su compañero en Los Serrano Víctor Elías. Desde mediados de 2008 hasta mediados de 2009 estuvo de gira con la obra Don Juan, el burlador de Sevilla por numerosas ciudades españolas, así como en Niza y Nápoles. En 2010 representó la obra Todos eran mis hijos, de Arthur Miller, dirigida por Claudio Tolcachir en el papel de Chris, uno de los protagonistas. Dos años más tarde, en el Festival de Mérida, de nuevo a las órdenes de Plaza, formó parte del elenco de Electra, de Eurípides, en el papel de Orestes.
En abril de 2013, de mano de su propia compañía de teatro Entramados Teatro estrenó Feelgood, obra que disfrutó de dos temporadas en Madrid y una extensa gira hasta principios de 2015. Tras ello, la compañía pasó a llamarse Feelgood Teatro, estrenando en 2016 su segunda obra, La Estupidez.
En 2015 se embarcó como socio en la restauración de los antiguos Cines Luchana (Calle Luchana 38, Madrid), reconvertidos ahora en Teatros Luchana.
Además, en 2017 dirigió su primera obra teatral, Souvenir, escrita por Pablo Díaz Morilla, proyecto que surge por la Factoría Echegaray.
Y le cogió el gustillo a esto de dirigir y se puso manos a la obra con Cuando menos lo esperas en Las Noches de la Suite.

## Filmografía

### Televisión
| Año       | Título                       | Cadena      | Personaje              | Notas         |
| --------- | ---------------------------- | ----------- | ---------------------- | ------------- |
| 2001-2002 | Al salir de clase            | Telecinco   | Hugo Garbisu           | 208 episodios |
| 2002-2003 | El comisario                 | Telecinco   | Guti                   | 2 episodios   |
| 2002      | Hospital Central             | Telecinco   | Javi                   | 1 episodio    |
| 2003-2008 | Los Serrano                  | Telecinco   | Marcos Serrano         | 85 episodios  |
| 2007      | Muchachada Nui               | La 2        | Marcial Ruiz Escribano | 1 episodio    |
| 2008      | Hospital Central             | Telecinco   | Dr. Enrique Trujillo   | 3 episodios   |
| 2012-2013 | Luna, el misterio de Calenda | Antena 3    | Nacho Castro           | 20 episodios  |
| 2014-2015 | B&B, de boca en boca         | Telecinco   | Mario Rojas            | 29 episodios  |
| 2015      | Gym Tony                     | Cuatro      | Él mismo               | 1 episodio    |
| 2015      | La Xirgu                     | TV3         | Federico García Lorca  | Telefilme     |
| 2016      | La sonata del silencio       | La 1        | Mauricio Canales       | 9 episodios   |
| 2016      | El hombre de tu vida         | La 1        | Manuel Quintana        | 1 episodio    |
| 2018      | Cuerpo de élite              | Antena 3    | Salvador «Salva» Baeza | 3 episodios   |
| 2019-2024 | The Paradise                 | Yle         | Andrés Villanueva      | 20 episodios  |
| 2021      | El Vecino                    | Netflix     | Él mismo               | 5 episodios   |
| 2021      | La reina del pueblo          | Atresplayer | Presentador            | 1 episodio    |

### Cine
| Año  | Título                            | Personaje        | Director                | Notas               |
| ---- | --------------------------------- | ---------------- | ----------------------- | ------------------- |
| 1979 | Cuba                              | Bebé             | Richard Lester          | No acreditado       |
| 2006 | Pérez, el ratoncito de tus sueños | Ratoncito Pérez  | Juan Pablo Buscarini    | Voz                 |
| 2006 | El camino de los ingleses         | El Garganta      | Antonio Banderas        |                     |
| 2006 | Los Managers                      | David            | Fernando Guillén Cuervo |                     |
| 2007 | Las 13 rosas                      | Teo              | Emilio Martínez Lázaro  |                     |
| 2009 | Los sabios de Córdoba             | Narrador         | Jacob Bender            | Película documental |
| 2010 | Balada triste de trompeta         | Soldado nacional | Álex de la Iglesia      |                     |
| 2012 | De tu ventana a la mía            | Pedro            | Paula Ortiz             |                     |
| 2012 | El encamado                       | Fan              | Germán Roda             |                     |
| 2023 | De perdidos a Río                 | David            | Joaquín Mazón           |                     |

## Teatro
- Fedra (2007-2010), de Séneca, con Ana Belén y Víctor Elías.
- Don Juan, el burlador de Sevilla (2008-2009), de Tirso de Molina.
- La viuda valenciana (2010), en estudio 1, con Aitana Sánchez-Gijón.
- Todos eran mis hijos (2010-2011), de Arthur Miller.
- Electra (2012), de Eurípides.
- Feelgood (2013-2015).
- La estupidez (2016-2018).
- Don Juan Tenorio en Alcalá de Henares (2 y 3 de noviembre de 2018).

## Discografía

### Álbumes
- La chica de la habitación de al lado (2003) - Número 2 en las listas de España y número 10 en las de Finlandia.
- Punto y aparte (2005) - Número 8 en las listas de España.
- Viejos conocidos (2010) - Lanzamiento: 26 de abril de 2010.
- Viaja la palabra (2018) - Lanzamiento: 28 de septiembre de 2018. Número 19 en las listas de España.[4]
- Uno Más Uno Son 20 (2023)

### Sencillos
- 1 más 1 son 7 (2003). Número 1 en España.
- La vida al revés (2003).
- La chica de la habitación de al lado (2003).
- Punto y aparte (2005).
- Carnaval (2010).
- Mi caballito de mar (2018), con Rozalén.
- Piensa en positivo (2020), con varios artistas.
- Canciones para salvarme (2020).[5]

### Live Álbumes
- Fran Perea, en concierto (2004) - Número 60 en las listas de España.

### Recopilatorio - Greatest Hits
- Fran Perea, singles, inéditos & otros puntos (2006) - Número 57 en las listas de España.

Colaboraciones
Pudrirme en la ITV (2023) - con el grupo leonés Catalina Grande Piñón Pequeño.

## Premios y nominaciones
2007
- Nominación al Fotogramas de Plata al Mejor actor de teatro por Fedra.

2010
- Premio al Mejor actor en el Festival Internacional de Cortometrajes de Móstoles por El opositor.[7]